# Hume Cronyn
Hume Cronyn est un acteur et scénariste canado-américain, né le 18 juillet 1911 à London (Ontario, Canada) et mort le 15 juin 2003 à Fairfield (Connecticut, États-Unis).
Sa carrière s’étend sur plus d’un demi-siècle, au théâtre, au cinéma, à la radio et à la télévision. Il a notamment travaillé avec Alfred Hitchcock en tant qu’acteur et scénariste.

## Biographie

### Jeunesse
Hume Blake Cronyn Jr. naît à London au Canada. Il est l’un des cinq enfants de Hume Blake Cronyn, Sr. (en), homme d’affaires et député de Londres (qui a donné son nom au Hume Cronyn Memorial Observatory à l’Université Western, alors connue sous le nom de l’Université de Western Ontario, et à l’astéroïde (12050) Humecronyn), et de Frances Amelia (née Labatt), héritière de la brasserie du même nom, fille de John Labatt et petite-fille de John Kinder Labatt. L’arrière-grand-père paternel de Cronyn, le révérend Benjamin Cronyn (en), clerc anglican d’ascendance protestante anglo-irlandaise, est le premier évêque du diocèse anglican d’Huron (en) et fonde le Huron College (en), ensuite devenu l’Université de Western Ontario.
Son grand-oncle, Benjamin Jr., est à la fois un éminent citoyen et l’un des premiers maires de London (en) (de 1874 à 1875), mais il est plus tard accusé de fraude et s’enfuit dans le Vermont. Pendant son mandat à Londres, il construit un manoir appelé Oakwood, qui sert actuellement de siège social de l’Info-Tech Research Group. Cronyn est également cousin du producteur de théâtre né au Canada, Robert Whitehead, et cousin germain de l’artiste canado-britannique Hugh Verschoyle Cronyn, (1905-1996).
Cronyn Jr. est le premier pensionnaire de l’école Elmwood (en) à Ottawa (à l’époque, cette école s’appelle la Rockliffe Preparatory School) : il l’est de 1917 à 1921. Après avoir quitté Elmwood, Cronyn fréquente le Ridley College (en) de Saint Catharines et l’Université McGill de Montréal, où il devient membre de la Kappa Alpha Society. Cronyn Jr. est également boxeur amateur dans la catégorie poids plumes, et fait partie de l’équipe de boxe du Canada aux Jeux olympiques d'été de 1932.

### Carrière

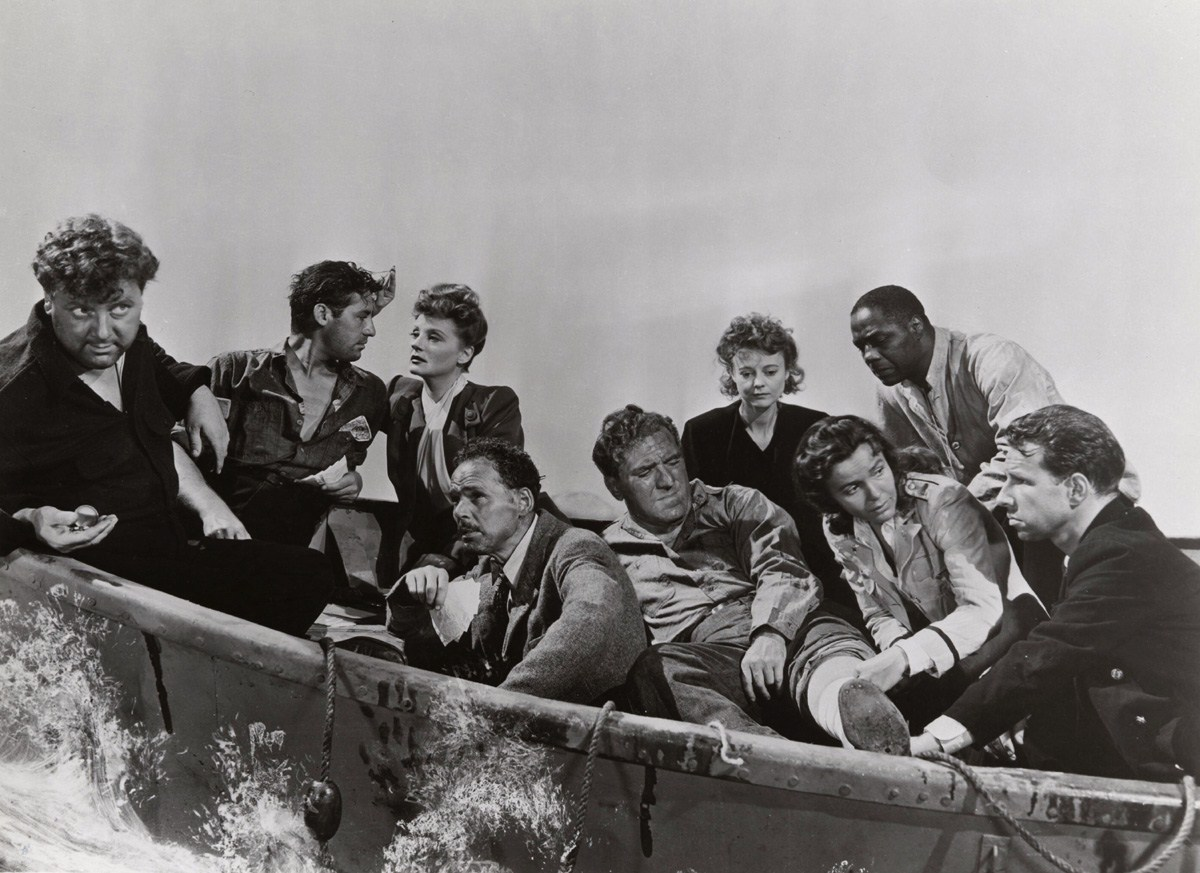
De gauche à droite, Walter Slezak, John Hodiak, Tallulah Bankhead, Henry Hull, William Bendix, Heather Angel, Mary Anderson, Canada Lee, et Hume Cronyn dans Lifeboat d’Alfred Hitchcock (photo publicitaire du film, 1944).

Après avoir obtenu son diplôme du Ridley College, Cronyn Jr. change d’orientation, passant du droit au théâtre, tout en continuant à fréquenter l’Université McGill ; il prend des cours auprès de l’acteur Max Reinhardt et à l’American Academy of Dramatic Arts. En 1934, la même année qu’il rejoint le club The Lambs (en), il fait ses débuts à Broadway en interprétant un concierge dans Hipper’s Holiday et se fait remarquer pour sa polyvalence, jouant différents rôles sur scène.
Son premier film hollywoodien est L'Ombre d’un doute d’Alfred Hitchcock en 1943. Il apparait l’année suivante dans Lifeboat d’Hitchcock. Quatre ans plus tard, toujours avec Hitchcock, il travaille sur le scénario de La Corde, puis sur celui des Amants du Capricorne (1949). Entre-temps, en 1944, il a été nommé pour l’Oscar du meilleur acteur dans un second rôle pour La Septième Croix.

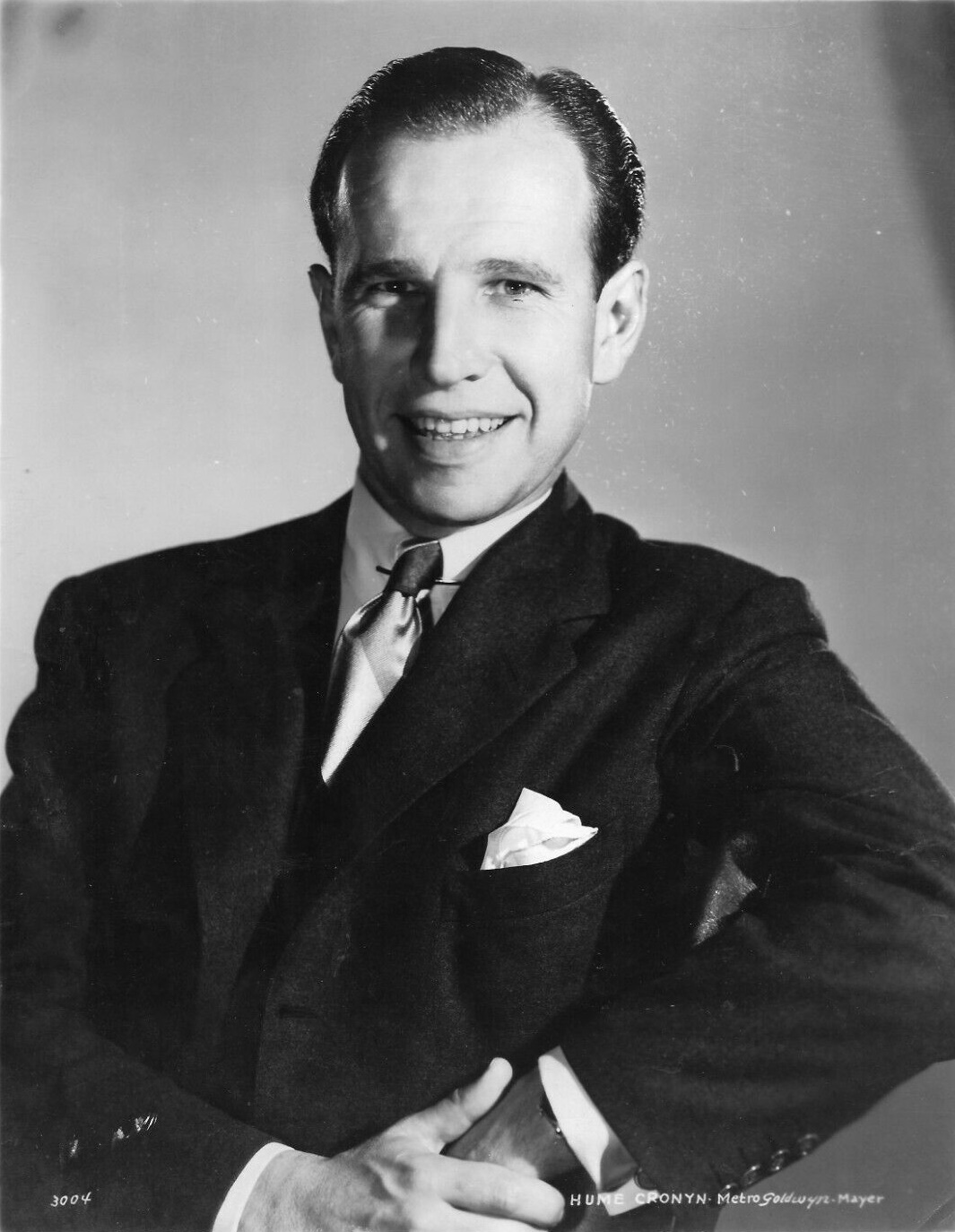
Hume Cronyn dans les années 1950 (portrait studio pour la Metro-Goldwyn-Mayer).

Pendant la seconde guerre mondiale, Cronyn fait l’acquisition du scénario de What Nancy Wanted de Norma Barzman (scénariste qui est ensuite mise sur liste noire avec son mari Ben Barzman, également scénariste) avec l’idée de produire le film et de mettre en vedette son épouse Jessica Tandy. Cependant, il vend le scénario à RKO qui le tourne en 1946 sous le titre Le Médaillon.
À nouveau face à Richard Burton avec qui il vient de tourner Cléopâtre pour le cinéma, Cronyn retrouve la scène théâtrale avec le rôle de Polonius, dans un Hamlet dirigé par John Gielgud en 1964.
Cronyn fait également des apparitions à la télévision, dans The Barbara Stanwyck Show (en), dans l’épisode Kill With Kindness (1956) de la série Alfred Hitchcock présente et dans les épisodes Le Voleur de Monopoly (1970) et Mascarade (1971) de la série Hawaï police d'État.
Cronyn est membre du conseil d’administration du Festival de Stratford et fait partie de sa compagnie attitrée. Il interprète le personnage Shylock dans Le Marchand de Venise en 1976 et commence les représentations de sa pièce Foxfire (en) en 1980. La pièce est ultérieurement reprise à Broadway, où la prestation de son épouse Jessica Tandy lui vaut le Tony Award de la meilleure actrice ; une version en téléfilm est ensuite produite et diffusée en 1987.

### Vie privée
Fin 1934 ou début 1935, Cronyn se marie une première fois avec la philanthrope Emily Woodruff. Il s’agit d’un mariage « lavande » et les époux n’ont jamais vécu ensemble. Woodruff insiste pour que le mariage reste un secret en raison de ses relations lesbiennes. Ils divorcent paisiblement en 1936.
En 1942, Cronyn épouse l’actrice Jessica Tandy ; ils collaborent au théâtre, au cinéma, à la télévision, notamment pour Les Vertes Années (1946), La Septième Croix (1944), The Gin Game (en) (1977), Foxfire (en) (1987), Le Monde selon Garp (1982), Cocoon (1985), Miracle sur la 8e rue (1987), Cocoon, le retour (1988), To Dance with the White Dog (1993) et Camilla (1994).
Le couple joue également dans une série radiophonique de courte durée (1953-1954), The Marriage (basée sur leur précédente pièce de Broadway, The Fourposter), Cronyn jouant le rôle de l’avocat de New York Ben Marriott et Tandy celui de sa femme, ancienne acheteuse de mode, Liz, qui doit revenir à la vie domestique et s’occuper de l’éducation de leur fille, maladroite adolescente (campée par la future star de feuilleton télévisé Denise Alexander (en)). L’émission passe ensuite de la radio à la télévision, avec Cronyn comme producteur et acteur ; néanmoins, elle débute avec une semaine de retard en raison d’une fausse couche subie par Tandy. La série, qui est la première comédie de situation diffusée en couleurs, en juillet 1954 est l’objet de « critiques enthousiastes » ; huit épisodes sont diffusés.
Le couple a une fille, qu’ils prénomment Tandy (du nom patronymique de la mère), et un fils, Christopher. Cronyn et Jessica Tandy vivent aux Bahamas, puis dans une propriété au bord du lac de Pound Ridge (New York), et enfin à Easton (Connecticut). Jessica Tandy meurt d’un cancer en 1994, à l’âge de 85 ans.
Après un bref veuvage, Cronyn épouse en juillet 1996 l’auteur dramatique Susan Cooper, avec qui il a écrit Foxfire en 1980.
Cronyn publie en 1991 son autobiographie : celle-ci intitulée A Terrible Liar, couvre sa vie et sa carrière jusqu’au milieu des années 1960. Son intention d’écrire un deuxième volume ne s’est jamais matérialisée. Cronyn est mort le 15 juin 2003 d’un cancer, quelques jours avant son 92e anniversaire.

## Filmographie

### Comme acteur
- 1943 : L'Ombre d'un doute (Shadow of a Doubt) d'Alfred Hitchcock : Herbie Hawkins
- 1943 : Le Fantôme de l'Opéra (Phantom of the Opera) d'Arthur Lubin : Gerard
- 1943 : La Croix de Lorraine (The Cross of Lorraine) de Tay Garnett : André Duval
- 1944 : Les Naufragés (Lifeboat) d'Alfred Hitchcock : Stanley "Sparks" Garrett
- 1944 : La Septième Croix (The Seventh Cross) de Fred Zinnemann : Paul Roeder
- 1944 : Blonde Fever de Richard Whorf : Diner at Inn (uncredited)
- 1945 : Main Street After Dark de Edward L. Cahn : Keller
- 1945 : The Sailor Takes a Wife de Richard Whorf : Freddie Potts
- 1946 : Ziegfeld Follies : Monty
- 1946 : Les Vertes Années (The Green Years) de Victor Saville : Papa Leckie
- 1946 : Le facteur sonne toujours deux fois (The Postman Always Rings Twice) de Tay Garnett : Arthur Keats
- 1946 : Une lettre pour Evie (A Letter for Evie) : John Phineas McPherson
- 1946 : Cœur secret (The Secret Heart) : Dinner Party Guest (voix)
- 1947 : Au carrefour du siècle (The Beginning or the End) de Norman Taurog : le docteur Robert Oppenheimer
- 1947 : Les Démons de la liberté (Brute Force) : le capitaine Munsey
- 1948 : La mariée est folle  (The Bride Goes Wild) : John McGrath
- 1949 : Quand viendra l'aurore (Top o' the Morning) : Hughie Devine
- 1949 : Suspense : Saison 2, épisode 5 : "Dr. Violet" : Dr. Violet
- 1949 : The Ford Theatre Hour : Saison 1, épisode 8 : "One Sunday Afternoon" : Hugo Barnstead
- 1949 : The Chevrolet Tele-Theatre : Saison 1, épisode 35 : "The Uncertain Hour"
- 1950 : The Ford Theatre Hour : Saison 2, épisode 12 : "Room Service" : Harry Binion
- 1950 : Suspense : Saison 2, épisode 36 : "Red Wine"
- 1950 : Suspense : Saison 2, épisode 41 : "I'm No Hero" : Sig
- 1950 : Pulitzer Prize Playhouse : Saison 1, épisode 10 : "The Ponzi Story" : Charles Ponzi
- 1951 : On murmure dans la ville (People Will Talk) : le professeur Rodney Elwell
- 1954 : The Marriage (série TV) : Ben Marriott
- 1956 : Crowded Paradise : George Heath
- 1956 : Chrysler Festival (série TV) : l’hôte
- 1959 : A Doll's House (TV) : Nils Krogstad
- 1959 : The Moon and Sixpence (TV) : Dirk Stroeve
- 1960 : Juno and the Paycock (TV)
- 1960 : Sunrise at Campobello de Vincent J. Donehue : Louis Howe
- 1963 : Cléopâtre (Cleopatra) : Sosigène
- 1964 : Hamlet : Polonius
- 1969 : Gaily, Gaily de Norman Jewison : Tim Grogan
- 1969 : L'Arrangement (The Arrangement) : Arthur
- 1970 : Hawaï Police d'État (Hawaii Five-O) : Saison 3, épisode 11 : "Le Voleur au Monopoly" : Lewis Avery Filer
- 1970 : Le Reptile (There Was a Crooked Man...) : Dudley Whinner
- 1971 : Hawaï Police d'État (Hawaii Five-O) : Saison 4, épisode 14 : "Mascarade" : Lewis Avery Filer
- 1974 : Conrack : Mr Skeffington (l’intendant de l’école)
- 1974 : À cause d'un assassinat (The Parallax View) d'Alan J. Pakula : Bill Rintels
- 1981 : The Gin Game (TV) : Weller Martin
- 1981 : Honky Tonk Freeway de John Schlesinger : Sherm
- 1981 : Une femme d'affaires (Rollover) : Maxwell Emery
- 1982 : Le Monde selon Garp (The World According to Garp) : Mr Fields
- 1984 : Impulse : le docteur Carr
- 1985 : Comment claquer un million de dollars par jour (Brewster's Millions) : Rupert Horn
- 1985 : Cocoon : Joseph Finley
- 1987 : Foxfire (TV) : Hector Nations
- 1987 : Miracle sur la 8e rue (*batteries not included) : Frank Riley
- 1988 : Cocoon, le retour (Cocoon: The Return) : Joseph Finley ("Joe")
- 1989 : Day One (TV) : James F. Byrnes
- 1989 : Age-Old Friends (TV) : John Cooper
- 1991 : Christmas on Division Street (TV)
- 1992 : Broadway Bound (TV) : Ben
- 1993 : To Dance with the White Dog (TV) : Robert Samuel Peek ("Mr Sam")
- 1993 : L'Affaire Pélican (The Pelican Brief) : le juge de la Cour suprême Rosenberg
- 1994 : Camilla : Ewald
- 1995 : People: A Musical Celebration (TV) : le grand-père
- 1996 : Simples Secrets (Marvin's Room) : Marvin
- 1997 : Douze Hommes en colère (12 Angry Men) (TV) : le juré n°9
- 1997 : Alone (TV) : John Webb
- 1998 : Angel Passing
- 1999 : Seasons of Love (feuilleton TV) : Lonzo
- 1999 : Sea People (TV) : John McRae
- 1999 : Saint-Nicholas et le nouveau monde (Santa and Pete) (TV) : Saint Nick
- 2000 : Les Ombres du passé (Yesterday's Children) (TV) : Sonny Sutton
- 2001 : Noël en été (en) (Off Season) (TV) : Sam Clausner
- 2004 : A Separate Peace (TV) : le professeur Carmichael

### Comme scénariste
- 1948 : La Corde (Rope)
- 1949 : Les Amants du Capricorne (Under Capricorn)
- 1984 : Les Poupées de l'espoir (The Dollmaker) (TV)

### Comme producteur
- 1950 : Actors Studio (série télévisée)

## Honneurs, récompenses et nominations

### Honneurs
En 1979, Cronyn a été admis à l’American Theater Hall of Fame (en). Le 11 juillet 1988, il a été nommé officier de l’ordre du Canada.
Cronyn a été reçu dans l’Allée des célébrités canadiennes en 1999. Il a également obtenu la médaille du 125e anniversaire de la Confédération du Canada en 1992 et la version canadienne de la médaille du jubilé d'or d'Élisabeth II en 2002.
Il a obtenu un doctorat honorifique en droit de l’Université Western Ontario le 26 octobre 1974. Son épouse, Jessica Tandy, a reçu le même diplôme le même jour.

### Récompenses
Cronyn fut récompensé d’un Tony Award pour son interprétation de Polonius dans Hamlet de Shakespeare, dirigé par John Gielgud en 1964.
Cronyn remporta un Drama Desk Special Award en 1986. En 1990, il reçut la National Medal of Arts. La même année, il fut aussi récompensé d’un Emmy Award pour son rôle dans le téléfilm Age Old Friends.

### Nominations
- 1945 : Oscar du meilleur acteur dans un second rôle pour La Septième Croix (The Seventh Cross).
- 1986 : Saturn Award du meilleur acteur pour Cocoon.
- 1990 : Saturn Award du meilleur acteur pour Cocoon, le retour.